# Montägliche Churer Zeitung
Die Montägliche Churer Zeitung war eine deutschsprachige Wochenzeitung in Chur, der Hauptstadt des späteren Schweizer Kantons Graubünden. Sie erschien von 1719 bis 1777. Unter dem Titel «Gazetta del Mercordì» (dt. Dienstägliche Zeitung) erschien auch eine Teilübersetzung für Italienischbünden und das Veltlin.